# Michail Sergejewitsch Birjukow
Michail Sergejewitsch Birjukow (russisch Михаил Сергеевич Бирюков, englische Transkription: Mikhail Biryukov; * 28. April 1992 in Moskau; † 4. Oktober 2019 ebenda) war ein russischer Tennisspieler. 

## Leben
Michail Birjukow spielte in seiner Karriere, die ab 2009 begann, hauptsächlich auf der ITF Future Tour. Er gewann je drei Einzel- und drei Doppelsiege auf der Future Tour.
Sein Debüt im Einzel auf der ATP World Tour gab er im Oktober 2009 beim Kremlin Cup in Moskau, wo er eine Wildcard für das Hauptfeld erhielt, dort jedoch in der ersten Hauptrunde an Serhij Stachowskyj deutlich in zwei Sätzen scheiterte. Sein zweiter und letzter Auftritt folgte im September 2013, als er sich für die St. Petersburg Open qualifizierte und dort in der Auftaktpartie gegen Guillermo García López verlor. 2013 wurde sein erfolgreichstes Jahr, mit drei Futures konnte er bis in die Top 300 der Einzelweltrangliste spielen. Auf der ATP Challenger Tour schaffte er es dann jedoch nie über die zweite Runde hinaus zu kommen. Mitte 2014 absolvierte er sein letztes Profimatch und wurde seitdem von der ATP als inaktiv geführt.
Am 8. Oktober 2019 wurde er in seiner Wohnung in Moskau nach einem mutmaßlichen Suizid tot aufgefunden.